# Sandy Turnbull
Alexander "Sandy" Turnbull  (Sinh ngày 30 tháng 7 năm 1884 – 3 tháng 5 năm 1917) là một cầu thủ bóng đá người Scotland, ông chơi ở vị trí tiền đạo cho hai câu lạc bộ thành phố Manchester là Manchester City và Manchester United trong những năm đầu của thế kỷ 20.

## Sự nghiệp cầu thủ
Ông sinh ra tại Hurlford với bố mẹ là James và Jessie Turnbull ở đường Gibson, Kilmarnock, Ayrshire. Turnbull bắt đầu sự nghiệp bóng đá của mình với câu lạc bộ quê hương của mình là Hurlford Thistle. Sau đó, ông chuyển đến Manchester City. Năm 1905, đội bóng thành phố đã bị buộc tội liên quan đến các khoản thanh toán lương của các cầu thủ, và toàn bộ đội hình đã bị đình chỉ chơi bóng đá. Khi lệnh cấm được dỡ bỏ vào ngày 31 tháng 12 năm 1906, Turnbull chuyển đến Crosstown City đối thủ Manchester United, cùng với Billy Meredith, Herbert Burgess và Jimmy Bannister. Trận đầu tiên cho United đến vào ngày hôm sau, ngày 1 tháng 1 năm 1907, gặp với Aston Villa. Cùng với Meredith, ông đã giúp câu lạc bộ vô địch đầu tiên của họ vào năm 1908 và 1909 FA Cup, ghi bàn thắng duy nhất trong trận chung kết với Bristol City. Chỉ tính riêng trong năm 1908, ông đã ghi được 27 bàn thắng trong 25 trận. Ngày 19 tháng 2 năm 1909, Turnbull đã ghi bàn thắng đầu tiên ở Old Trafford, trong trận thua 4-3 trước Liverpool. Ông tiếp tục ghi 100 bàn thắng cho câu lạc bộ trong 245 trận. Trận đấu cuối cùng của ông cho Manchester United là vào lưới Sheffield United vào năm 1915.

## Sự nghiệp quân sự
Turnbull chết tại trận đánh Arras ở Pháp, lúc 32 tuổi vào ngày 3 tháng 5 năm 1917, trong khi phục vụ như là một trung sĩ trong Tiểu đoàn VIII của sư đoàn Surrey thuộc quân đội Anh trong Chiến tranh thế giới thứ nhất. Thi thể của ông không bao giờ được tìm thấy và ông được tưởng nhớ về kỷ niệm Arras.

## Trận đấu tai tiếng
Turnbull nhận được một lệnh cấm hoạt động bóng đá suốt đời vào năm 1915 cùng với những người khác sau khi bị kết tội dàn xếp tỷ số của một trận đấu với Câu lạc bộ Liverpool trên sân nhà North Road. Ông được xóa án vào năm 1919.

## Gia đình
Turnbull đã kết hôn và có bốn người con. Hai trong số các con trai của Turnbull, Alexander Jr và Ronald ký hợp đồng nghiệp dư với Manchester United vào tháng 8 năm 1932, nhưng không làm theo bước chân của cha mình và họ đã được phóng thích tự do trước khi chơi bóng ở câu lạc bộ.

## Danh hiệu

### Câu lạc bộ
Manchester City
- Cúp FA: 1904

Manchester United
- Giải bóng đá hạng nhất Anh: 1907–08, 1910–11
- FA Cup: 1908–09